# Daidalos (Gemmenschneider)
Daidalos (altgriechisch Δαίδαλος) war ein griechischer Gemmenschneider, der im 1. Jahrhundert v. Chr. tätig war.
Daidalos ist nur von einer Signatur auf einem Intaglio bekannt, in das das Porträt eines unbekannten Mannes geschnitten wurde. Der Stein befand sich in der Sammlung Louis De Clercq und befindet sich heute im Cabinet des Médailles der Bibliothèque nationale de France in Paris.